# Geminaginaceae
Geminaginaceaees una familia de hongos tizón en el orden Ustilaginales. La familia es monotípica, conteniendo un solo género Geminagina, y una especie Geminago nonveilleri.